# Лале (співачка)
Лале Пуркарім (перс. لاله پورکریم [lɒːle puːɾkæɾiːm], англ. Laleh Pourkarim; нар.. 10 червня 1982, Ензелі, Іран) — шведська співачка, музикантка, акторка, композиторка, авторка пісень і музична продюсерка іранського походження, яка виступає під сценічним ім'ям LaLeh. 
Після короткої акторської кар'єри, в 2005 році вона увійшла до музичної індустрії з дебютним альбомом Laleh, який зайняв 1-е місце в Швеції і став найпродаванішим альбомом року. У шведському Греммі 2005 року вона була номінована на 7 премій і отримала престижну Rockbjörnen в категоріях: «Артист Року», «Відкриття року» й «Продюсер року».

## Життєпис
Лале Пуркарім народилася в Ірані 10 червня 1982 року. Ім'я Лале перською означає «тюльпан».
У 1983 через погрози фізичного знищення сім'я змушена була тікати з країни до радянського Азербайджану, тому що батько Лале, Хушанг Пуркарім, був противником ісламського режиму в Тегерані. За родом діяльності він був художником, журналістом, відомим іранським етнографом і громадським соціологом, редактором газети.
Мати Лале — Атефє Пуркарім, потрапивши до Ірану через Азербайджан з Грузії, вивчала літературознавство і математику в університеті Тегерана.

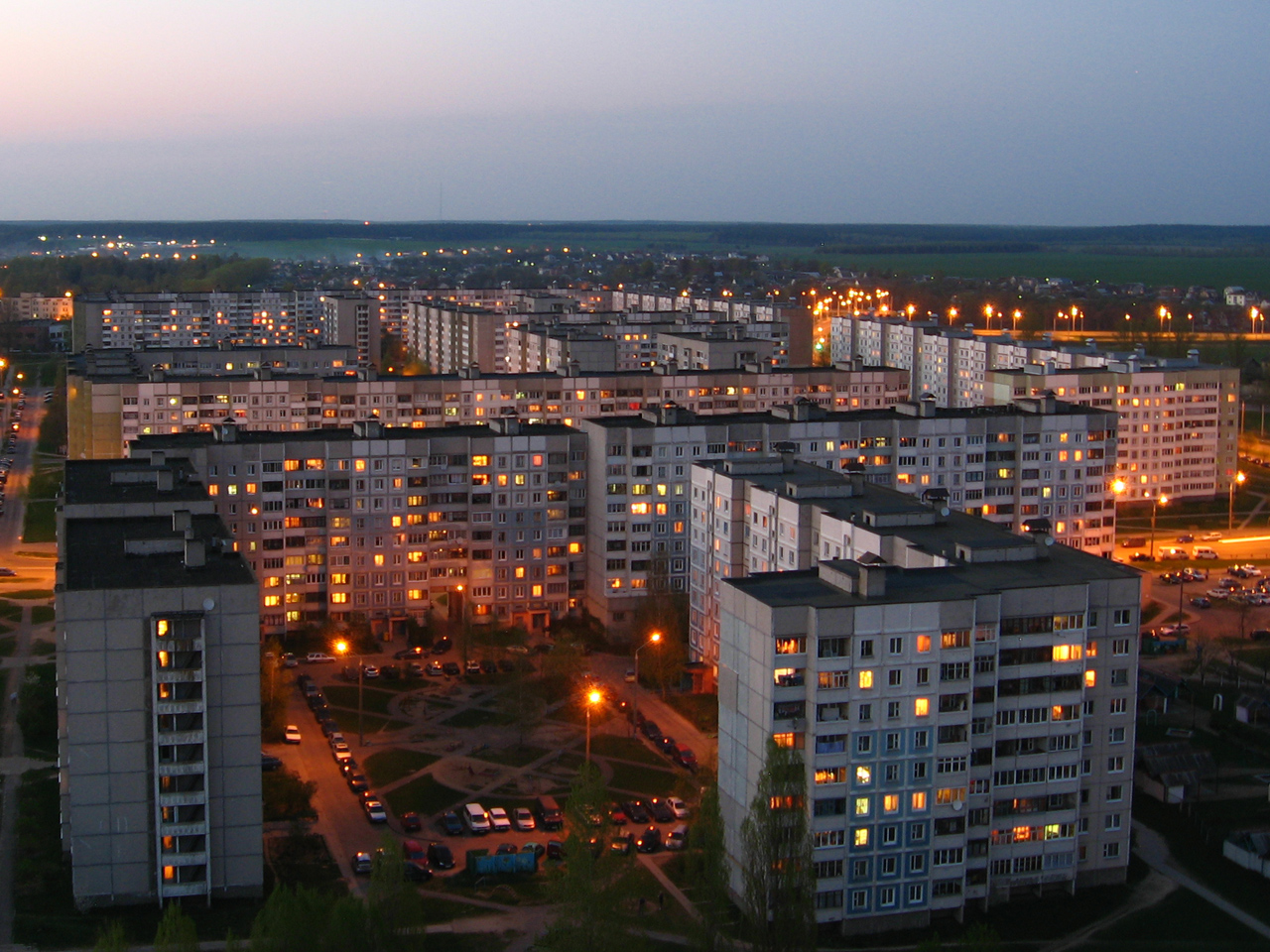
До 9 років Лале жила в Мінську

У тому ж 1983 році сім'я Лале перебралася до Мінська і оселилася в звичайному робітничому районі. Батьки стали працювати на заводі. В СРСР Лале пішла до школи і долучилася до театрального і циркового мистецтва.
Лале прожила в СРСР шість років. 1991 року (у 9 років) Лале з матір'ю через Східний Берлін потрапили в табір біженців у Тідагольмі (Швеція). Через деякий час вона опинилася у Гетеборзі (Вестерйотланд). Спочатку сім'я Лале оселилася на острові Гісінген, а після смерті її батька переїхала в передмістя Гетеборга — Хаммаркулен (Ангеред) — емігрантський район міста.
У серпні 1994 році батько Лале загинув на її очах, намагаючись врятувати жінку, що випала з каное, що перевернулося. Жінка вижила, а батько Лале потонув.
На новому місці Лале продовжила свою музичну освіту. У Вітфельдтській гімназії як додатковий предмет вона вибрала музичну програму для вивчення класичної музики, балету і циркових елементів. Пізніше зацікавилася музикою в стилі панк, реггі і джаз. Вона також вчилася грати на гітарі, ударних та саксофоні. Її вчитель музики Гассе Нейлін помітив талант Лале і допоміг розкрити її потенціал. Разом з іншим вчителем музики, Бенгт Франзен, вона організувала джазовий ансамбль — Bejola.
У восьмому класі (13-14 років) Лале вперше брала участь в музичному конкурсі і виграла його.
У 2007—2008 роках Лале жила в Норрланді в Вестерботтенському лені. 2010 року після нетривалої роботи в Шеллефтео вона переїхала до Стокгольма.
В 2013 році, через три дні після виходу альбому 'Colours', у віці 57 років померла мати Лале, яка працювала соціальною працівницею. Її старший брат помер від хвороби серця.
Лале має подвійне громадянство і володіє чотирма мовами: шведською, англійською, російською та фарсі.
Вона любить подорожувати. Побувала у ряді країн Європи і Латинської Америки.
В кінці 2014 року Лале здобула премію Göteborgare, яку присуджують щорічно, починаючи з 1993 року.
Лале не любить давати інтерв'ю, тому про її особисте життя практично нічого невідомо. Вона вегетаріанка і дуже любить тварин. Займається тенісом, в юності захоплювалася баскетболом та футболом. Певний час Лале жила в передмісті Стокгольма — районі Тулінге комуни Ботчирка, де мала власну студію звукозапису, а наприкінці 2014 переїхала до Лос-Анджелеса в США.

## Кар'єра
Музичний діапазон Лале простягається від балад до поп-року. Її джерела натхнення — Корнеліс Вресвік, The Police, Кет Стівенс і ABBA.
Акторську кар'єру Лале Пуркарім почала в 2000 році, знявшись у фільмі Йозефа Переца «Jalla! Jalla!» — (швед. Давай! Давай!), в якому зіграла молоду іммігрантку Жасмін.
У 2001 році 19-річна Лале переїхала від родини з Гетеборга до Стокгольма. Власноруч відремонтувала підвальне приміщення одного з будинків у районі Hässelby strand і обладнала там звукозаписуючу студію.
Музичну кар'єру почала в 2002 році, заснувавши власну компанію з продюсування та випуску музики «Lost Army» і підписавши контракт з Warner Music Sweden ще до випуску свого першого альбому. 5 лютого 2005 року, за участі Warner Music Sweden Лале випустила свій перший сингл Invisible (My Song).
Дебютний альбом Laleh вийшов у березні 2005 року. Він містив 4 пісні шведською, 8 англійською мовою та 2 на фарсі. Альбом здобув позитивні відгуки критики і великий успіх у чартах, ставши найпродаванішим альбомом за 2005 рік у Швеції. Відсотки від продажу пішли на благодійність.
У 2006 році вийшов альбом Prinsessor, далі була перерва, наступний альбом 'Me and Simon' вийшов у 2009 році. В цей час Лале виступала з концертами в деяких країнах Скандинавії, Великої Британії і Німеччині, але натякнула, що поки не планує виступати за кордоном.
У квітні 2010 року Лале брала участь у MusExpo, щорічній музичній конференції з пошуку талантів зі всього світу в Лос-Анджелесі.
У 2010—2011 роках вона брала участь в телешоу Sa mycket battre, де відомі шведські музиканти виконують чужі пісні. Чимало кавер-версій відомих пісень у її виконанні полюбилися публіці і лідирували в хіт-парадах. Пісні виконані на телешоу вийшли в 2011 році на диску Tolkningarn'.
Її четвертий студійний альбом Sjung спочатку повинен був вийти в грудні 2011 року, щоб збігтися з її появою на Sa Mycket battre, але був відкладений через труднощі планування шоу. Альбом вийшов 25 січня 2012 року і очолив чарти Швеції та Норвегії, а також був позитивно прийнятий критикою. 28 січня 2012 вийшли два сингли Some Die Young і Varens Forsta Dag. Для просування альбому з березня по квітень 2012 року Лале дала 15 концертів в Швеції та один у Норвегії. Тур був успішним. Також вона виступала на різних літніх фестивалях 2012 року.
7 березня 2012 року Лале виступила в Осло на концерті після церемонії вручення Нобелівської премії миру.
У 2012 році Лале отримала стипендію Еверта Таубе, яка вручається з 1960-х років.

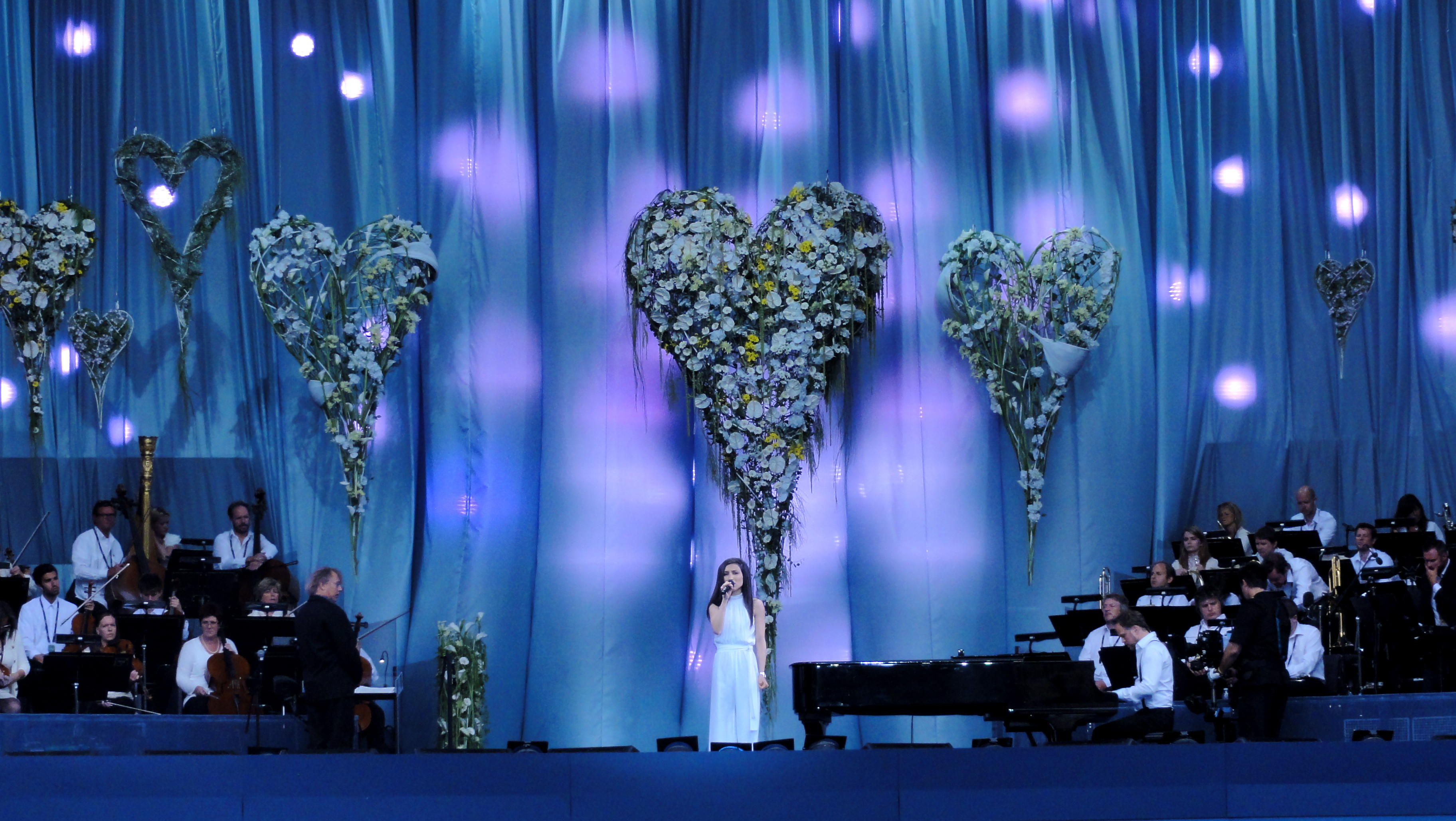
Лале на концерті в пам'ять про жертви трагедії 22 липня 2012 року.

22 липня 2012 року в річницю терактів в Осло та на острові Утейа, вона виступила в Осло на концерті, присвяченому пам'яті жертв трагедії. Разом з Брюсом Спрінгстіном вони були єдиними норвезькими артистами, запрошеними на цей концерт.
У липні 2013 року було оголошено, що Лале підписала контракт з Universal Music Germany. Її першим синглом стала перероблена композиція 'Some Die Young', на яку пізніше був знятий відеокліп.
30 серпня 2013 року Лале випустила студійний альбом Colors. Через смерть матері вона скасувала частину концертів, призначених для просування альбому.
На даний момент всі видані студійні альбоми Лале — написані, спродюсовані і виконані нею.

### Дискографія
Студійні альбоми
- 2005: Laleh
- 2006: Prinsessor
- 2009: Me and Simon
- 2012: Sjung
- 2013: Colors
- 2014: Boom EP
- 2016: Kristaller
- 2019: Vänta!

Концертні записи
- 2011: Tolkningarna

### Сингли
- 2005 — Invisible (My Song), Storebror, Live Tomorrow
- 2006 — Forgive But Not Forget, Det är vi som bestämmer, November
- 2007 — Call on Me, Closer, Snö
- 2009 — Simon Says, Big City Love, Bjurö klubb
- 2010 — Mysteries
- 2012 — Some Die Young, Vårens Första Dag
- 2013 — Elephant, Colors
- 2014 — Stars Align, Goliat, Tusen bitar, Справу
- 2015 — Sol, vind och vatten
- 2016 — Bara få va mig själv, Aldrig bli som förr

### Фільмографія
| Рік  |   | Українська назва       | Оригінальна назва            | Роль                                    |
| ---- | - | ---------------------- | ---------------------------- | --------------------------------------- |
| 2000 | ф | Давай! Давай!          | Jalla! Jalla!                | Ясмін                                   |
| 2007 | ф | Сонячна буря           | Solstorm                     | Саундтрек — 'Live Tomorrow'             |
| 2010 | ф | Себбе                  | Sebbe                        | Саундтрек — 'Пробач But Not Forget'     |
| 2011 | ф | Стокгольмський синдром | Das Stockholm-Syndrom        | композитор                              |
| 2014 | ф | Я ще не готова померти | JAG ÄR INTE BEREDD ATT DÖ ÄN | грає саму себе (документальний про неї) |

### Участь в телепередачах і шоу
| Рік    |   | Українська назва    | Оригінальна назва  | Роль                                      |
| ------ | - | ------------------- | ------------------ | ----------------------------------------- |
| 2011—… | з | Співати краще       | Så mycket bättre   | співачка (2 Сезон, 2011)                  |
| 1979—… | с | Всі пісні в Скансен | Allsång på Skansen | грає саму себе (1 епізод, 26 червня 2012) |
| 2011—… | с | Moraeus та інші     | Moraeus med mera   | грає саму себе (16 вересня 2012)          |
| 2009—… | с | Скавлан             | Skavlan            | грає саму себе (13 вересня 2013)          |
| 1992—… | с | Завтрашні новини    | Gomorron           | грає саму себе (19 Жовтня 2013)           |
| 1992—… | с | Завтрашні новини    | Gomorron           | грає саму себе (15 лютого 2014)           |
| 2011—… | с | Moraeus та інші     | Moraeus med mera   | грає саму себе (20 грудня 2014)           |